# Humbertiella ceylonica
Humbertiella ceylonica är en bönsyrseart som beskrevs av Henri Saussure 1869. Humbertiella ceylonica ingår i släktet Humbertiella och familjen Liturgusidae. Inga underarter finns listade i Catalogue of Life.